# Jenő Barcsay
Jenő Barcsay (nagybarcsai Barcsay Jenő en húngaro) , nacido el 14 de enero de 1900 en Katona (hoy Cătina en Rumanía) y fallecido el 2 de abril de 1988 en Budapest, es un reconocido pintor y maestro de artes plásticas  húngaro.

## Datos biográficos
Jenő Barcsay nació en una familia aristócrata de Transilvania. En 1919 fue a estudiar a la Escuela húngara de Bellas Artes en Budapest de donde salió diplomado en 1924. Pasó el verano de 1926 en Makó y Hódmezővásárhely trabajando sobre los paisajes de la región. Partió hacia París terminando esa temporada inicial y  ahí descubrió la obra de Paul Cézanne que le permitió encontrar su ruta expresiva. En 1927, se trasladó a Italia donde residió en  Szentendre. Al volver a París en 1929 se interesó por el movimiento cubista.
Fue nombrado profesor en la Escuela de aprendices de Budapest (Fővárosi Iparostanonc-iskola) en 1931 lo que le hizo retornar a su país, dedicándose a enseñar después, en la Universidad húngara Bellas Artes donde fue profesor de composición y de anatomía hasta su retiro.
Recibió el premio Kossuth en 1954.